# Санток
Санток (пол. Santok, нім. Zantoch) — село в Польщі, у гміні Санток Ґожовського повіту Любуського воєводства.
Населення — 872 особи (2011).
У 1975-1998 роках село належало до Гожовського воєводства.

## Демографія
Демографічна структура станом на 31 березня 2011 року:
|          | Загалом | Допрацездатний вік | Працездатний вік | Постпрацездатний вік |
| -------- | ------- | ------------------ | ---------------- | -------------------- |
| Чоловіки | 441     | 87                 | 318              | 36                   |
| Жінки    | 431     | 85                 | 254              | 92                   |
| Разом    | 872     | 172                | 572              | 128                  |